# 에보테크놀로지스
에보테크놀로지스는 대한민국의 벤처 기업이다. 우분투에 기반한 자체 운영체제인 ECOPC OS, 우분투(코분투), 아마히(Amahi, http://www.amahi.org/) 홈서버, 보텍스박스(VortexBox, http://www.vortexbox.org/) 등의 다양한 오픈 소스 운영 체제를 탑재한 저전력 미니 컴퓨터(ECOPC)를 판매하고 있다.